# Козиевский сельский совет Харьковской области
Козиевский сельский совет — входит в состав Краснокутского района Харьковской области Украины.
Административный центр сельского совета находится в селе Козиевка.

## История
- 1920 — дата образования.

## Населённые пункты совета
- село Козиевка
- село Городнее
- посёлок Лучки
- село Прокопенково
- село Ходунаевка

### Ликвидированные населённые пункты
- село Новая Одесса